# John Page (Politiker, 1787)

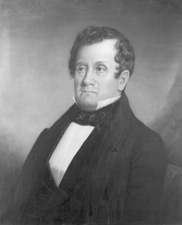
John Page

John Page (* 21. Mai 1787 in Haverhill, New Hampshire; † 8. September 1865 ebenda) war ein US-amerikanischer Politiker und von 1839 bis 1842 Gouverneur des Bundesstaates New Hampshire. Zwischen 1836 und 1837 vertrat er seinen Staat im US-Senat in Washington.

## Frühe Jahre und politischer Aufstieg
John Page besuchte die örtlichen Schulen seiner Heimat. Danach arbeitete er auf der Farm seines Vaters. Während des Britisch-Amerikanischen Kriegs diente er sechs Monate als Leutnant der US Army; dabei war er zum Schutz der Grenzen von New Hampshire eingesetzt.
Pages politische Laufbahn begann 1813, als er erstmals in den Gemeinderat von Haverhill gewählt wurde. In diesem Amt absolvierte er anschließend 14 zusammenhängende Legislaturperioden. Im Jahr 1815 war er außerdem bei den US-Steuerbehörden angestellt. Zwischen 1818 und 1820 und nochmals im Jahr 1835 war er Abgeordneter im Repräsentantenhaus von New Hampshire. Zwischen 1827 und 1835 war er mit einer Unterbrechung im Jahr 1828 Notar (Register of Deeds) im Grafton County.

## Page im US-Senat
Nach dem Rücktritt von Senator Isaac Hill, der zum neuen Gouverneur von New Hampshire gewählt worden war, wurde Page als dessen Nachfolger in den US-Senat gewählt. Dort beendete er als Class-3-Senator die angebrochene Legislaturperiode Hills. Seine Zeit im Kongress währte vom 8. Juni 1836 bis zum 4. März 1837. In dieser Zeit war er Mitglied des Landwirtschaftsausschusses. Als er sich zur Wiederwahl stellte, unterlag er gegen den späteren Präsidenten Franklin Pierce.

## Gouverneur von New Hampshire
Im Jahr 1839 wurde John Page, der seit 1838 dem Regierungsrat (Executive Council) von New Hampshire angehörte, als Kandidat der Demokraten zum neuen Gouverneur seines Staates gewählt. Nach zweimaliger Wiederwahl konnte er dieses Amt zwischen dem 5. Juni 1839 und dem 2. Juni 1842 ausüben. In dieser Zeit wurde das Schuldnergesetz geändert. Fortan wurden Schuldner nicht mehr mit Gefängnisstrafen belegt. Ebenfalls in Pages Amtszeit wurde das erste geologische Gutachten zur Erkundung der Bodenschätze des Staates in Auftrag gegeben. Auch die Finanzierung einer Blindenschule wurde gesichert. Mit dem Webster-Ashburton Vertrag wurde im Jahr 1841 endgültig die Grenze zu Kanada festgelegt und die 1836 unter Gouverneur William Badger erfolgte Annexion der Republic of Indian Stream bestätigt.

## Weiterer Lebenslauf
Nach dem Ende seiner Gouverneurszeit setzte sich Page für den Bau der Eisenbahnlinie von Boston über Concord nach Montreal ein. Er gehörte auch zu den Gründern der Republikanischen Partei in seinem Staat. John Page erlebte noch den Amerikanischen Bürgerkrieg. Er starb im September 1865 und wurde in seinem Heimatort Haverhill beigesetzt. Mit seiner Frau Hannah Merrill hatte er neun Kinder.